# Kunszentmártoni Bábockai-legelő
Kunszentmártoni Bábockai-legelő este o arie protejată (arie specială de conservare — SAC, sit de importanță comunitară — SCI) din Ungaria întinsă pe o suprafață de 181,18 ha, integral pe uscat.

## Localizare
Centrul sitului Kunszentmártoni Bábockai-legelő este situat la coordonatele 46°50′49″N 20°19′13″E / 46.846944°N 20.320278°E.

## Înființare
Situl Kunszentmártoni Bábockai-legelő a fost declarat sit de importanță comunitară în mai 2004 pentru a proteja 2 specii de animale. Situl a fost protejat și ca arie specială de conservare în februarie 2010.

## Biodiversitate
Situată în ecoregiunea panonică, aria protejată conține 2 habitate naturale: Stepe și mlaștini sărate panonice, Pajiști stepice panonice pe loess.
La baza desemnării sitului se află mai multe specii protejate de  amfibieni (2): buhai de baltă cu burta roșie (Bombina bombina), triton cu creastă dobrogean (Triturus dobrogicus).